# Вольный Табор
Вольный Табор (укр. Вільний Табір) — село,
Широковский сельский совет,
Криворожский район,
Днепропетровская область,
Украина.
Код КОАТУУ — 1221888203. Население по переписи 2001 года составляло 131 человек.

## Географическое положение
Село Вольный Табор находится на расстоянии в 1,5 км от села Романовка и в 2-х км от села Широкое.
По селу протекает пересыхающий ручей с запрудой.